# مونته سن جیووانی کامپانو
مونته سن جیووانی کامپانو (به ایتالیایی: Monte San Giovanni Campano) یک کومونه در ایتالیا است که در استان فروزینونه واقع شده‌است.

## خصوصیات
مونته سن جیووانی کامپانو ۴۸٫۵ کیلومترمربع مساحت و ۱۳٬۰۰۰ نفر جمعیت دارد و ۴۲۰ متر بالاتر از سطح دریا واقع شده‌است.